# Michał VI (prawosławny patriarcha Antiochii)
Michał VI, nazwisko świeckie Sabbagh – prawosławny patriarcha Antiochii w latach 1577–1581.